# Drakerz-Confrontation
 (janvier 2014).
Si vous disposez d'ouvrages ou d'articles de référence ou si vous connaissez des sites web de qualité traitant du thème abordé ici, merci de compléter l'article en donnant les références utiles à sa vérifiabilité et en les liant à la section « Notes et références ».
Drakerz-Confrontation est un jeu en ligne, ainsi qu'un jeu de cartes à collectionner, créé par la société PéoLéo Entertainment en 2013.
Dans ce jeu, les joueurs incarnent des Drakerz, des chevaucheurs de Drakos. Ces créatures, mi-dragon mi-chimère, vivent dans le monde d'Oniris, et s'affrontent au cours de duels. Au cours de la partie, les Drakos gagnent du Mana, leur permettant de jouer des sorts, des équipements, ou encore de lancer une puissante attaque appelée furie.
Ce jeu se distingue par le fait que les duels se déroulent en ligne, bien que les joueurs manipulent des cartes physiques. Chaque carte est en effet reconnue par le jeu via une webcam, ce qui permet de les afficher à l'écran. Il s'agit donc d'un jeu en réalité augmentée. Chaque joueur possède un deck de 40 cartes exactement.
Les cartes appartiennent à 5 catégories différentes (Équipement, Sortilège, Furie, Interruption et Amélioration) et sont de raretés diverses (Commune, Rare, Super Rare et Légendaire). De plus, certaines cartes dites héréditaires sont spécifiques à un Drako particulier. Il n'est possible de jouer ces cartes qu'avec le Drako correspondant. Les cartes sont vendues par starter premium (decks pré-construits de 40 cartes + 1 carte d'invocation de Drako PREMIUM), et par pochettes de neuf cartes semi-aléatoires (boosters contenant chacun 5 cartes communes, 3 cartes rares et 1 carte super rare ou légendaire).
Il existe six espèces de Drakos. Un joueur peut posséder un Drako de chaque espèce. Au cours de son avancée dans le jeu, les Drakos peuvent gagner de l'expérience, permettant d'obtenir de nouveaux pouvoirs, de débloquer certaines cartes. Le Drakerz peut lui gagner des points de ligue afin d'améliorer son classement par rapport aux autres joueurs. Il est également possible de gagner des évolutions, permettant de modifier l'apparence des Drakos.

## Préparation du jeu
Avant de jouer, il est nécessaire de lancer le jeu en ligne, et de préparer un espace de jeu devant soi, en y plaçant sa carte Drako, et en calibrant la webcam. Chaque joueur prépare également son deck et le place à ses côtés. Il est à noter qu'il existe un mode de jeu dit virtuel, dans lequel il n'est pas nécessaire d'avoir une webcam. Les joueurs ne manipulent alors leurs cartes que virtuellement.

### Achat et enregistrement
Le logiciel permettant de jouer à DRAKERZ-Confrontation est gratuit et téléchargeable sur le site officiel. Le jeu contient un deck, dit Deck Free, déjà enregistré, permettant de jouer sans acheter de cartes. Depuis le site, il est possible de télécharger puis d'imprimer un fichier pdf contenant les cartes du Deck Free.
L'achat de cartes se fait sur la boutique en ligne. Au dos de chaque carte se trouve un code de 6 chiffres et lettres. Enregistrer ce code dans le jeu permet de prouver que le joueur est bien le propriétaire de cette carte. Si deux joueurs veulent échanger des cartes, il suffit de rentrer les codes correspondants dans le jeu, et de confirmer le changement de propriétaire. Une fois enregistrée, une carte peut être intégrée à un deck.
Les cartes sont vendues par starter PREMIUM (decks pré-construits de 40 cartes + 1 carte d'invocation Drako) et par boosters de neuf cartes semi-aléatoires (pochette contenant chacun 5 cartes communes, 3 cartes rares et 1 carte super rare ou légendaire). Il n'est possible de jouer un deck personnalisé avec un Drako que si le joueur a acheté le starter PREMIUM correspondant à ce Drako. Dans le cas contraire, il n'est possible de jouer qu'avec le Deck Free.

### Création de deck
En plus du Deck Free et des Starters PREMIUM qui ne sont pas modifiables, un joueur peut créer son propre deck. Pour cela, il choisit 40 cartes exactement parmi celles qu'il a enregistrées. Les contraintes suivantes doivent être respectées :
- Une même carte ne peut se trouver qu'en 4 exemplaires maximum dans un deck.
- Les cartes ayant le trait "Unique" ne peuvent se trouver qu'en 1 exemplaire dans un deck.
- Il ne peut pas y avoir dans un deck des cartes héréditaires appartenant à des Drakos différents.
- Une carte héréditaire ne peut être placée dans un deck que si le Drako correspondant du joueur a le niveau suffisant.

## Fonctionnement du jeu
Chaque joueur a pour but d'éliminer son adversaire lors d'un duel. Un joueur perd la partie quand les points de vie de son Drako tombe à zéro, ou lorsqu'il doit piocher alors que son deck est vide.
Au début de la partie, chaque joueur possède 2000 points de vie, une main de 6 cartes, une réserve de 6 Manas, et une jauge de Furie à 100. Pendant son tour, un joueur gagne du Mana, pioche une carte, et peut déplacer son Drako et jouer des sorts en dépensant du Mana.

### Drakos
Il existe 6 espèces de Drakos différentes, chacune possédant ses propres capacités. Lors d'un duel, un Drako possède plusieurs caractéristiques :
- Un score de Vie. Au début du duel, un Drako possède 2000 points de Vie. Un Drako perd le duel s'il n'a plus de points de Vie. Il n'y a pas de maximum à ce score.
- Un score de Furie, indiquant la puissance de la Furie du Drako. Au début du duel, ce score est à 0. À chaque tour, il augmente de 100 points (représentés par une boule enflammée). Il est également augmenté de 100 points lorsque le Drako se fait attaquer sur son flanc. Ce score a une limite maximale de 500. Lorsque le Drako lance une attaque Furie, le score de Furie retombe à 0.
- Un score de Mana. Au début du duel, un Drako a un score de 6 Manas. Au début de chaque tour, le Drako gagne 4 Manas. Déplacer le Drako ou jouer des cartes consomme du Mana. Lorsque le Drako se déplace sur un Orbe de Mana, l'Orbe est absorbé, et le Drako gagne 2 Manas.

Les Drakos d'un Drakerz sont également caractérisés par un niveau et un nombre de points d'expérience (XP). Un Drako commence au niveau 1, avec 0XP. En affrontant d'autres Drakos, un Drako gagne des points d'expérience. Le niveau d'un Drako augmente lorsque ses points d'expérience dépassent certains seuils. Il n'est pas possible pour un Drako de perdre des points d'expérience. En montant de niveau, un Drako peut débloquer l'accès à certaines cartes héréditaires. Le niveau maximal d'un Drako est 30.
Lors d'un duel, un Drako peut s'équiper de 4 équipements, un de chaque nature (Arme, Armure, Furie, Tactique).
En avançant dans le mode Histoire, un Drako peut débloquer différents pouvoirs, qui ne peuvent être utilisés qu'une fois par duel. Ces pouvoirs sont spécifiques à chaque classe de Drako.
Felis
Si, au début de son tour, le Felis a moins de 1000 points de vie, il en regagne 100.
« Un Maître Dragonnier fait corps avec son Felis. Si une décharge lui fait lâcher la bride en plein vol, c'est qu'il n'était pas prêt. Ou qu'il a oublié ses gants. »
— Maître Oki dit « le furieux », extraits non numérotés du DrakoWãhr
Furkhan
Ce Drako est en cours de développement.
Gorok
Tant que ses points de Vie sont supérieurs à ceux de son adversaire, le Gorok gagne un bonus d'Arme de +100.
« Ni le soleil, ni la Furie du Gorok ne peuvent se regarder en face. »
— Maître Fabi Wan dit « Lacrymal », extraits non numérotés du DrakoWãhr
Kwartz
Ce Drako est en cours de développement.
Meleon
Lors de la phase de pioche, si le Drakerz a 4 cartes ou moins dans sa main, il pioche deux cartes au lieu d'une.
«  Il faut être aussi fou qu'un Meleon pour se risquer à vouloir le dompter. »
— Maître Milo dit « quatre doigts », extraits non numérotés du DrakoWãhr
Ogam
Ce Drako est en cours de développement.

### Types de carte
En plus des cartes d'Invocation des Drakos, il existe 5 types de cartes, appelées Drakkards. Toutes les Drakkards ont le même format. Elles possèdent toutes (de haut en bas) :
- Un nom
- Un coût en Mana
- Une icône représentant son type
- Une illustration
- Une ligne rappelant son type
- Une boîte de texte décrivant l'effet de la carte
- Le nom de l'illustrateur
- La rareté de la carte
- Le numéro de la carte dans l'extension
- Le numéro de la collection à laquelle appartient la carte
- Une ligne de copyright

Invocation
Une carte Invocation représente l'un des 6 Drakos disponibles. Elle contient seulement l'illustration de ce Drako, sans aucun texte. Une carte Drako n'est pas mélangé au deck du joueur, mais est posé face à lui, afin qu'elle soit vue par la webcam et reconnue par le jeu. En déplaçant cette carte, le joueur déplace son Drako dans le jeu.
Équipement
Une carte Équipement représente un équipement que peut porter un Drako. Contrairement aux autres Drakkards, lorsqu'une carte Équipement est jouée, elle n'est pas défaussée, mais reste en jeu. Une carte Équipement possède deux ou trois coûts en Mana. Lorsque le joueur joue une carte Équipement, il doit payer le premier coût de Mana affiché. L'équipement est alors au niveau 1. Les coûts suivants sont les coûts nécessaires pour améliorer cet équipement à l'aide de cartes Améliorations, et le monter au rang 2 ou 3. L'adversaire peut également jouer des cartes Améliorations pour baisser le niveau d'un Équipement.
Il existe 4 natures d'équipement. Un Drako ne peut s'équiper que d'un Équipement de chaque nature à la fois. Si le Drakerz joue un Équipement d'une nature déjà équipée, alors le nouvel Équipement remplace l'ancien, qui est défaussé. Les natures d'Équipements sont les suivantes :
- Arme : améliore les attaques Armes du Drako. Exemple : bonus d'Arme ou Double Attaque.
- Armure : améliore la défense du Drako. Exemple : bonus d'Armure.
- Furie : améliore les attaques Furie du Drako. Exemple : bonus de Furie, ou amélioration de la portée.
- Tactique : tous les pouvoirs ne rentrant dans aucun des types précédents. Exemple : coût de déplacement en Mana réduit.

Une Panoplie est un ensemble de 2 ou 3 Équipements héréditaires appartenant à un même Drako. Par exemple, Le Souffle émeraude, Les Écailles végétales et Le Grimasque forment la panoplie appelée Légende de Kahuna. Les panoplies n'ont aucune influence sur le jeu.
Amélioration
Une Amélioration est jouée pour augmenter le rang d'un Équipement du Drako, ou diminuer le niveau d'un Équipement du Drako adverse (l'Équipement est alors dit détérioré). De nombreuses améliorations, au lieu d'avoir un coût de Mana fixe, ont un coût de la forme « +X ». Cela signifie que pour jouer cette carte sur un Équipement, il faut dépenser un nombre de Mana égal au coût du rang amélioré de cet Équipement, plus X.
Si un Équipement de rang 1 est détérioré, il est défaussé.
Furie
Lorsqu'une Furie est jouée, l'attaque du Drako pour ce tour sera une attaque Furie. Cette attaque remplace l'attaque Arme habituelle. La portée de l’attaque
Furie est indiquée lors du déplacement du Drako. La puissance de base de la Furie est égale à la jauge de Furie. La jauge de furie augmente de 100 au début de chaque tour lors de la phase de récupération. Au score de cette jauge s’ajoute le score de l'Équipement Furie, le bonus apporté par la carte Furie et les bonus éventuels des déplacements
spéciaux. À la fin de la phase d'attaque, si la Furie a bien été déclenchée, la jauge de Furie tombe à 0.
Interruption
Une carte Interruption ne peut être joué que pendant le tour de l'adversaire, et uniquement si celui-ci vient de jouer une carte. L'effet d'Interruption est alors pris en compte avant celle jouée par l'adversaire. De plus, si une carte est Interrompue, la phase de pose de carte de ce joueur se termine.
Une carte Arcane ne peut être Interrompue.
Sortilège
Les cartes Sortilèges possèdent des effets et des durées divers.
Cartes héréditaires
Certaines cartes sont dites héréditaires. Ces cartes sont liées à un Drako spécifique et ne peuvent être jouées qu'avec ce Drako. Visuellement, on reconnait ces cartes à la couleur du contour de l'illustration, différente des cartes non héréditaires.
Il n'est possible de jouer une carte héréditaire que si le Drako correspondant a atteint le niveau adéquat. Par exemple, un Felis ne peut jouer la Fureur de Rubisan que s'il a atteint le niveau 12.

### Déroulement du duel
Les joueurs jouent à tour de rôle. Le premier joueur est déterminé aléatoirement. Durant son tour de jeu, un joueur effectue les phases suivantes, dans cet ordre :
1. Récupération
2. Pioche
3. Déplacement
4. Pose de cartes
5. Attaque
6. Défausse

En début de partie, les règles suivantes sont appliquées : 
- Les Drakos commencent avec un score de 2000 points de vie.
- Les Drakerz commencent avec un score de 6 Manas.
- Le score d'Arme des Drakos est de 100.
- Le score d'Armure des Drakos est de 0.
- Le score de Furie des Drakos est de 0.
- Les joueurs commencent avec 6 cartes en main, choisies par le jeu parmi les cartes du deck.

Phase de récupération
Lors de cette phase, le joueur dont c'est le tour gagne 4 Manas. La jauge de Furie de son Drako augmente de 100 si elle n'a pas encore atteint son maximum de 500. Les effets des Équipements indiquant « jusqu'au début de votre prochain tour » prennent fin. Enfin, un Orbe de Mana est généré aléatoirement dans l'arène.
Lors du premier tour de chaque joueur, ce joueur ne gagne pas de Mana, et sa jauge de Furie n'est pas augmentée.
Phase de pioche
Cette phase consiste en la récupération aléatoire d'une carte du deck. Lors de cette phase, le jeu affiche une carte du deck du joueur qui correspond à celle qu'il doit piocher. Ce système est utilisé pour éviter la triche lors de duels en ligne. Si un joueur doit piocher une carte alors que son deck est vide, il perd. Un Meleon n'ayant que 4 cartes ou moins en main au début de son tour, pioche deux cartes au lieu d'une lors de cette phase.
Phase de déplacement
Lors de cette phase, le joueur peut déplacer son Drako en déplaçant et orientant physiquement sa carte dans l'espace de jeu. Un déplacement coûte du Mana. Réorienter son Drako sans le déplacer ne coûte pas de Mana. Visuellement, un cercle de déplacement, correspondant à la zone de marche du Drako, est affiché. Déplacer son Drako dans cette zone coûte 1 Mana. Au-delà, le coût dépend de la distance parcourue, et le Drako est considéré comme ayant couru. Tant qu'un déplacement n'est pas validé, le Mana n'est pas consommé. À l'issue du déplacement, si le Drako se trouve sur un Orbe de Mana, il l'absorbe et le score de Mana du joueur augmente de 2.
Il existe des déplacements spéciaux consistant à se placer de façon précise par rapport à son adversaire. Ces déplacements accordent un bonus particulier au Drako, ou un malus au Drako adverse.
- Charge : La charge consiste en une course rectiligne se terminant à portée d'Arme de son adversaire. Un adversaire chargé sera Étourdi et ne pourra pas attaquer avec son Arme ou sa Furie lors de son tour.
- Retraite : Une retraite est une course en s'éloignant de l'adversaire, de façon à ne plus être à portée d'Arme. Une retraite octroie un bonus de +100 sur le score d'Armure jusqu'au début du prochain tour.
- Attaque de dos : Lors de la phase d'Attaque, si le Drako est placé dans le dos de son adversaire, il bénéficie d'un bonus de +200 sur ses attaques Arme et Furie.
- Attaque de flanc : Lors de la phase d'Attaque, si le Drako est placé sur le flanc de son adversaire, il bénéficie d'un bonus de +100 sur ses attaques Arme et Furie. En contrepartie, la jauge de Furie du Drako adverse gagne augmente de 100 points.

Phase de pose de cartes
Pendant cette phase, le joueur dont c'est le tour peut jouer des cartes qui sont dans sa Main. Pour jouer une carte, il faut disposer du montant de Mana requis pour jouer la carte. Il suffit alors de montrer la carte à la caméra, la carte est alors considérée comme posée et le Mana de son coût de lancement est soustrait au score de Mana.
À chaque fois qu'une carte est jouée, l'adversaire a la possibilité de jouer une carte de type Interruption. Si l'adversaire joue une telle carte, ses effets sont résolus avant ceux de la carte qui vient d'être posée. Si l'adversaire ne joue pas d’Interruption, alors la carte est jouée et ses effets sont résolus. Il n'y a pas de limites au nombre de cartes pouvant être jouées durant un tour, tant que le score de Mana le permet.
Les cartes de type Équipement sont des cartes permanentes dont un seul exemplaire d’une nature donnée peut être présente en jeu. Si un Équipement d'une nature déjà en place est jouée, la nouvelle carte remplace la carte en place.
Les cartes Arcane interdisent à l’adversaire de jouer une carte Interruption.
Quelque puissent être les réductions de coût de lancement dont le joueur peut bénéficier, le coût de lancement d’une carte est toujours au minimum de 1 Mana.
Phase d'attaque
Lors de cette phase, on prend en compte toutes les actions des joueurs (déplacements, pose de cartes et interruptions), les équipements et on résout les attaques. Seule une attaque Arme OU une attaque Furie peut être portée par tour de jeu.
- Attaque Arme : L'attaque Arme est automatique et gratuite (elle ne consomme pas de Mana) à partir du moment où le Drako attaquant se trouve à portée d’Arme. La portée d'Arme est indiquée lors du déplacement du Drako. Le score d'une attaque Arme est à la base de 100 pour tous les Drakos.
- Attaque Furie : L’attaque Furie n’est résolue que si une carte Furie a été jouée par le joueur. La portée de l'attaque Furie est indiquée lors du déplacement du Drako. La puissance de base de la Furie est égale à la jauge de Furie. La jauge de furie s'incrémente de 100 points au début de chaque tour lors de la phase de récupération. À la fin de la phase d’attaque, si la Furie a bien été déclenchée, la jauge de Furie tombe à 0.

Phase de défausse
Lors de cette phase, le Drakerz peut défausser une carte de sa main. S'il fait ainsi, son score de Mana augmente de 1. Si le Drakerz possède 8 cartes ou plus dans sa main, il doit obligatoirement se défausser pour n'avoir plus que 7 cartes en main. Dans ce cas, il ne gagne qu'un seul Mana, même s'il a défaussé plusieurs cartes.

### États
Au cours d'un duel, un Drako peut être soumis à plusieurs états, lui conférant des bonus ou des malus.
Brutal
Le Drako attaque également avec son Arme s'il est en état Furieux.
Calme
Le Drako ne peut pas utiliser sa Furie.
Éclipsant
Le Drako se téléporte au lieu de se déplacer normalement.
Entravé
Un Drako Entravé ne peut pas se déplacer lors de sa phase de déplacement.
Éthéré
Cet état particulier permet à un Drako de disparaître totalement de l’arène. Lors de sa prochaine phase
de déplacement, le Drako réapparaît où il le souhaite dans l’arène. Ce retour ne permet pas au Drako
de faire de charge ou de retraite mais il peut se placer sur le flanc ou le dos de son adversaire.
Tant que le Drako est Éthéré, il ne peut pas être pris pour cible par les attaques, les cartes ou les effets
de ses équipements.
Étourdi
Un Drako Étourdi ne peut pas attaquer avec son Arme ou sa Furie lors de son tour.
Furieux
Un Drako Furieux va déclencher sa Furie lors de sa phase de résolution des attaques. Dans la plupart
des cas, cet état est affecté au Drako via une carte Furie. Un Drako qui attaque avec sa Furie n’attaquera
pas avec son Arme lors de sa phase d’attaque.
Mimétique
Cet état permet au Drako d'acquérir la capacité raciale du Drako adverse.
Muet
L’État Muet affecte le Drakerz et non le Drako. Un Drakerz ne pourra pas jouer de carte tant qu'il sera Muet.
Pacifique
Le Drako ne peut pas attaquer avec son Arme.
Protégé
Les dégâts sont reportés sur le mana à raison de 100 points de dégâts annulés pour un mana consommé. Si le Drako n'a plus de mana, les dégâts sont subis normalement.
Ralenti
Un Drako Ralenti ne pourra pas courir, c’est-à-dire qu'il ne pourra pas aller plus loin que sa zone de marche.
Résurrection
L'état Résurrection permet au Drako de ne pas perdre et de regagner un certain nombre de points de vie, si jamais ces points de Vie devaient tomber à 0.
Sanguinaire
Le Drako paie avec sa vie le mana nécessaire à ses actions (avec un ration de 100 points de Vie pour 1 mana)

### Autre mots-clés
Arcane
L'adversaire ne peut pas jouer d'interruption en réaction à une carte Arnaque.
Destructrice
Permet de réduire un rang d'équipement indestructible.
Double-attaque
Le type d'attaque concerné a lieu deux fois.
Indestructible
Le rang Indestructible d'un Équipement ne peut pas être réduit.
Perforante
L'attaque ignore l'armure adverse.
Rapidité
Les effets de la carte sont résolus avant ceux d'une interruption.
Redondante
La carte n'est pas défaussée après avoir été jouée ; elle retourne dans la main de son propriétaire sauf si une interruption est jouée.
Résistante
L'armure n'est pas affectée par la capacité Perforante.
Unique
Une carte Unique ne peut se trouver qu'en un seul exemplaire dans un deck.

## Modes de jeu
Au lancement du jeu, le joueur doit indiquer s'il joue en cartes réelles ou cartes virtuelles. Dans le premier cas, les cartes doivent être montrées à la webcam pour être jouées. Dans le second cas, les cartes sont virtualisées, et le joueur n'a pas besoin de webcam.
Il existe 4 modes de jeu :
- le tutoriel permet d'apprendre les bases du jeu
- l'entraînement propose 3 niveaux de difficulté pour s'entraîner contre l'IA
- le mode Histoire est une campagne proposant plusieurs duels aux règles spécifiques et offrant des défis pour gagner des récompenses
- le mode Ligue permet d'affronter les autres joueurs connectés

### Jeu avec cartes réelles
Dans ce mode, le joueur commence par installer un espace de jeu en face de lui, et dispose une webcam observant cet espace. L'image observée par la webcam est affichée sur l'écran du jeu. En plaçant une carte Invocation sur l'espace de jeu, le jeu reconnaît la carte et affiche le Drako correspondant à l'écran, au niveau de la carte. C'est le principe de la réalité augmentée. Pour jouer une carte, le joueur la montre à la webcam. Lors de la phase de déplacement, le joueur doit déplacer physiquement la carte. Le Drako suit la carte Invocation, dans la mesure où le déplacement est valable.

### Jeu avec cartes virtuelles
Dans ce mode, le jeu ne requiert pas de webcam, et le joueur n'a pas besoin de manipuler les cartes réelles. Le déplacement du Drako se fait à l'aide d'un glisser-déposer, et son orientation par un clic droit. Les cartes du joueur sont affichées à l'écran. Pour jouer une carte, le joueur clique dessus.

### Tutoriel
Les deux tutoriels, basique et avancé, permettent d'apprendre au joueur débutant les principaux aspects du jeu : les différents déplacements, les types de cartes, ... Ce mode ne permet pas de gagner de points d'expérience.

### Entraînement
Le mode Entraînement permet au joueur d'affronter l'IA du jeu, et propose 3 niveaux de difficulté : Facile, Moyen et Difficile. Ce mode ne permet pas de gagner de points d'expérience.

### Mode Histoire
Le mode Histoire propose au joueur une campagne dont il est le héros, et raconte son évolution en tant que Drakerz. Ce mode est découpé en chapitres. Il est nécessaire de finir un chapitre pour commencer le suivant. Un chapitre est composé de plusieurs duels contre l'IA. Un duel dans le mode Histoire ajoute des contraintes, comme une augmentation du coût de déplacement, et propose un défi qui permet de débloquer des pouvoirs s'il est réussi. Un tel défi peut être, par exemple, d'attaquer 5 fois le Drako adverse sur son flanc pendant le duel.
Lors d'une victoire dans le mode Histoire, le Drako gagnent des points d'expérience.

### Mode Ligue
Ce mode permet d'affronter d'autres joueurs connectés. À l'issue du duel, les deux Drakos gagnent des points d'expérience. Le Drakerz vainqueur gagne également des points d'expérience, tandis que son adversaire en perd. Le classement des Drakerz, en fonction de leurs points d'expérience, est disponible sur le site officiel.
Il n'est pas possible d'affronter directement un joueur en mode Ligue. L'appariement se fait aléatoirement parmi tous les joueurs souhaitant effectuer un duel en Ligue, ceci afin de limiter les abus.

### Défi
Aussi appelé duel amical, le défi permet à un joueur d'affronter directement un autre joueur. À l'issue du duel, les deux Drakos gagnent des points d'expérience, tandis qu'aucun Drakerz n'en gagne ou n'en perd. Un défi n'a donc aucune influence sur le classement général des Drakerz.

## Collections
Une collection de DRAKERZ-Confrontation est constituée de trois extensions. Actuellement, le jeu compte une extension de la collection Origines.